# Ptinus podolicus
Ptinus podolicus là một loài bọ cánh cứng trong họ Ptinidae. Loài này được Iablokoff-Khnzorian & Karapetyan miêu tả khoa học năm 1991.